# Valentín Barco
Valentín Barco (Veinticinco de Mayo, 23 de julho de 2004) é um futebolista argentino que atua como lateral-esquerdo e meio-campista. Atualmente joga pelo Strasbourg.

## Carreira

### Início
Barco nasceu em Veinticinco de Mayo, município no departamento de Buenos Aires. Inciou sua carreira aos três anos de idade no clube local de sua cidade, Sportivo Las Parejas. Antes de chegar Boca Juniors em 2014 aos nove anos de idade, Barco foi descoberto pelo técnico Edgador "Negro" Sánchez quando atuava pelo Noberto de la Riestra, clube da localidade vizinha. Atuando no Riestra, onde jogava com a camisa 10, Barco destacou-se no Torneio Coloncito 2014 em Chilvicoy e foi levado para fazer um teste no Boca Juniors por Negro, onde passou.

### Boca Juniors
Primeiramente chegou ao clube como atacante e só posteriormente passou a ser lateral-esquerdo. Em seus primeiros três anos no clube, percorria 400 quilômetros (contando ida e volta) com seus pais para deslocar-se de sua cidade ao campo do clube em San Justo, La Candela, onde Barco chegava em casa após as 22h.¹ Em 2018 atuando como ponta e com a camisa 11, sagrou-se campeão nacional pelas categorias de base.
Em 23 de outubro de 2020, ainda atuando na base do clube, assinou seu primeiro contrato profissional com os Xineizes aos 16 anos de idade.
Em junho de 2021, Barco foi integrado ao elenco principal por Miguel Ángel Russo para disputar a pré-temporada com os Xineizes. Em 16 de junho, Valentín fez sua estreia pelos Xineizes no empate de 1–1 com o Union Santa Fé, na primeira rodada do Campeonato Argentino. Ao estrear, tornou-se o quarto atleta mais jovem a estrear pelo clube com 16 anos, 11 meses e 23 dias. Em outubro figurou na lista do Next Generation do The Guardian das 60 melhores promessas do ano. Atuaria em mais duas partidas, totalizado três no ano. Em março de 2022, ficou na 39ª posição da lista NXGN do Goal.
Barco ainda demoraria para firmar-se no profissional, não atuando em nenhuma partida com os técnicos Sebatián Battaglia e Hugo Ibarra. Foi apenas com Jorge Almirón na temporada de 2023 que Barco passou a ter oportunidades e ser titular. Com o vínculo vencendo em junho, o Getafe demonstrou interesse no atleta, mas Barco renovou seu contrato com os Xineizes até o final de 2024, com uma cláusula de rescisão de 10 milhões de euros.
Em 29 de junho de 2023 marcou seu primeiro gol como profissional e com a camisa do Boca Juniors na vitória por 4–0 sobre o Monagas, na última rodada da fase de grupos da Copa Libertadores, sendo o quarto mais jovem a atingir o feito. Também marcou o primeiro contra o Newell's Old Boys na 26ª rodada do Campeonato Argentino, em 26 de julho. Também integrou o elenco vice-campeão da Libertadores ao ser batido pelo Fluminense por 2–1 no Maracanã, em 4 de novembro. Em dezembro, Barco foi selecionado para o time feito pelo jornal Olé dos onze melhores do futebol argentino. Ao final da temporada disputou 32 partidas, sendo 29 como titular.
Em 8 de janeiro de 2024, os representantes de Barco e do clube inglês Brighton reuniram-se para executar a cláusula de 10 milhões de dólares para ruptura contratual que estava em seu contrato. A principal motivação para isso foi pelo fato do clube azul e amarelo ter recusado duas ofertas também de Inglaterra anteriormente. Ao todo, disputou 35 partidas, marcou dois gols e distribuiu quatro assistências.

### Brighton & Hove Albion
Foi anunciado oficialmente como novo reforço dos Seagulls em 20 de janeiro de 2024, tendo Barco assinado contrato até 2028. Foi apresentado oficialmente em 15 de fevereiro, após o final do Torneio Pré-Olímpico Sub-23 cujo estava disputando.
Barco fez sua estreia pelo Brighton entrando aos 79 minutos do segundo tempo no lugar de Igor Julio na derrota por 1–0 para o Wolverhampton nas oitavas da Copa da Inglaterra.

### Sevilla
Sem espaço no Brighton e após ter seu nome ventilado até mesmo em clubes brasileiros, Barco foi emprestado ao clube espanhol Sevilla, com contrato até junho de 2025. 

### Strasbourg
No dia 3 de fevereiro de 2025, Barco foi anunciado como novo reforço do Strasbourg. O argentino assinou um contrato de empréstimo válido até o fim da temporada. Em 2 de julho de 2025, o Strasbourg acionou a cláusula de compra e assinou de forma permanente com Barco. O lateral assinou um contrato válido até 2029. O clube francês desembolsou cerca de 10 milhões de euros (R$ 64 milhões) para contar com o jogador.

## Seleção Argentina

### Sub-15
Em 2019, integrou o elenco campeão do Torneio Vlatko Karlovic na Croácia, onde foi titular nos quatro jogos do campeonato e fez um gol, contra a China na vitória de 3–2.
Nesse mesmo ano, em novembro, Barco foi um dos convocados para representar a Albiceleste no Campeonato Sul-Americano Sub-15, no Paraguai. Fez dois gols na goleada de 6–0 sobre o Chile na estreia da fase e grupos e mais um contra a Colômbia na última rodada, vencida por 4–2. A Argentina ficou com vice-campeonato ao ser batida na final pelo Brasil por 5–3 nas penalidades, após empate de 1–1 no tempo normal.

### Sub-20

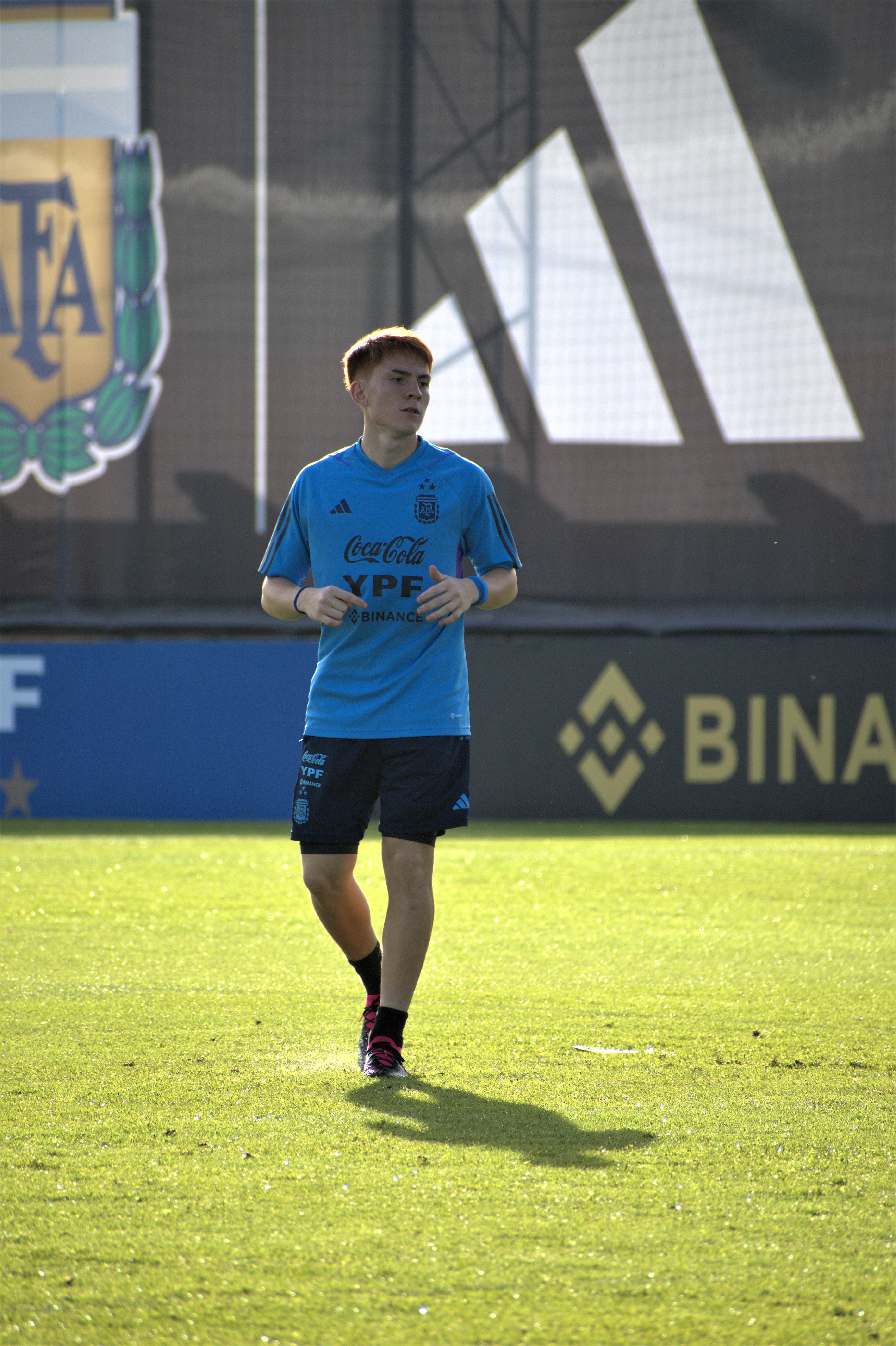
Barco treinando pelo Sub-20 em 2023

Em agosto de 2022, foi um dos 18 convocados para disputar o Torneio L’Alcúdia, na Espanha. Além de sagrar-se campeão após vencer, Barco foi eleito o melhor jogador do torneio. Em maio de 2023, integrou o elenco convocado para a Copa do Mundo da categoria.

### Sub-23
No dia 23 de janeiro de 2024, foi um dos 23 convocados para representar a Argentina Sub-23 no Torneio Pré-Olímpico, na Venezuela. Na última rodada do quadrangular final da competição, Barco deu uma assistência para Luciano Gondou fazer o gol da vitória sobre o Brasil por 1–0 que garantiu a Albiceleste nos Jogos Olímpicos.

### Principal
Em 1 de março de 2024, foi convocado pela primeira vez a Seleção Argentina Principal por Lionel Scaloni para dois amistosos contra El Salvador e Costa Rica no mesmo mês, como preparação para a Copa América. Fez sua estreia na vitória contra El Salvador, em 22 de março. Barco entrou aos 55 minutos de jogo no lugar de Nicolás Tagliafico.

## Estilo de jogo
Velentin Barco é um descrito como lateral-esquerdo ofensivo com uma grande variedade de jogadas pelo lado esquerdo, podendo também jogar como meia. Estando com a bola, destaca-se pela profundidade para finalizar a jogada ou executar um cruzamento ao mesmo tempo que sua capacidade de percepção é elogiada por saber na maioria qual jogada é mais propícia.

## Títulos

### Boca Juniors
- Campeonato Argentino: 2022
- Copa da Argentina: 2021

### Seleção Argentina
- Copa América: 2024

#### Sub-15
- Torneio Vlatko Karlovic: 2019

#### Sub-20
- Torneio L’Alcúdia: 2022

### Prêmios individuais
- Melhor jogador do Torneio L’Alcúdia de 2022
- 60 maiores promessas do futebol mundial de 2021 (The Guardian)
- NXGN 2022: 39ª posição